# Photoscotosia indecora
Photoscotosia indecora là một loài bướm đêm trong họ Geometridae.